# Acord de sèptima disminuïda
L'acord musical de sèptima disminuïda és un acord de 4 notes diferents que, normalment, se situa sobre el VII grau de l'escala diatònica. Es pot considerar dins la família dels acords de dominant, ja que és una expansió del V grau de dominant. Cadascuna de les 4 notes pot actuar de sensible, per tant, si es vol, l'acord pot resoldre a una de les respectives 4 tòniques diferents. L'acord de sèptima disminuïda no és pas un acord diatònic (ja que la sèptima nota no és diatònica). Les seves 4 notes estan separades entre elles a distància d'un to i mig (inclús l'última 4a nota, està separada de la 1a també per un to i mig), així doncs és un acord simètric. Exemples: 
- do - mi bemoll - sol bemoll - si doble bemoll
- si - re - fa - la bemoll
- mi - sol - si bemoll - re bemoll
- re# - fa# - la - do

Vist des d'un altre punt de vista, l'acord de sèptima disminuïda, està format per dos trítons superposats. Exemple: 
- do i sol bemoll (1r tríton) + mi bemoll i si doble bemoll (2n tríton)
- si i fa (1r tríton) + re i la bemoll (2n tríton)
- mi i si bemoll (1r tríton) + sol i re bemoll (2n tríton)
- re# i la (1r tríton) + fa# i do (2n tríton)